# Kinematografia islandzka

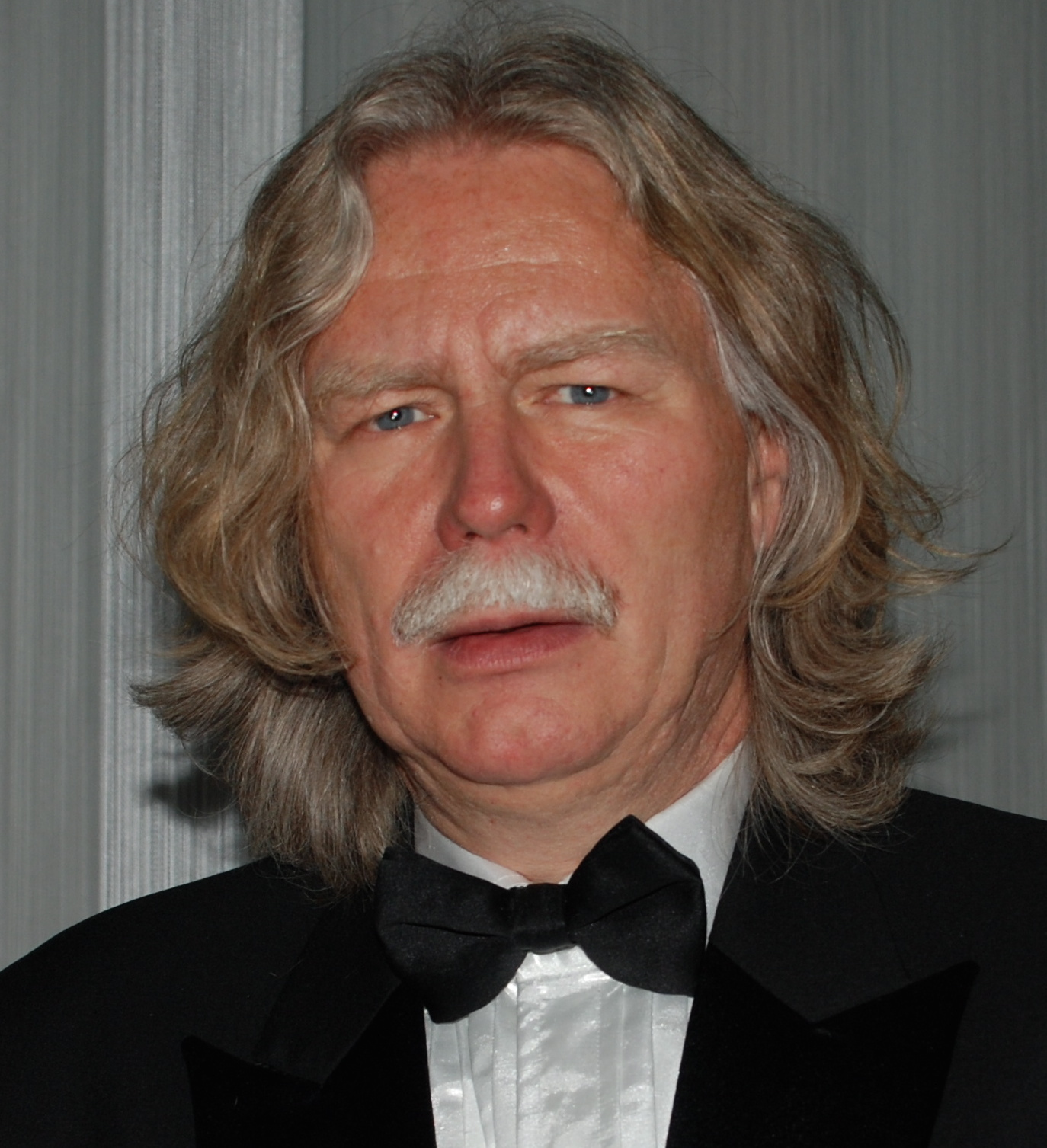
Reżyser Friðrik Þór Friðriksson.

Kinematografia islandzka – dział sztuki islandzkiej. Pierwszy film w Islandii został nakręcony w 1906. W 1919 powstał pierwszy film fabularny. W 1962 powstał film 79 af Stöðinni, który odniósł sukces również poza wyspą. W 1979 powstał Krajowy Fundusz Filmowy, który umożliwił tworzenie filmów o znacznym budżecie. W latach 90. w Islandii powstawały głównie filmy produkowane przez zagranicznych twórców. Odrodzenie kinematografii islandzkiej nastąpiło w pierwszej dekadzie XXI wieku. W tym okresie twórcy islandzcy liczniej zdobywali nagrody na międzynarodowych festiwalach.

## Historia twórczości filmowej

### Początki
Kinematografia islandzka jest jedną z najmłodszych w Europie. Pierwsza kamera filmowa została użyta na wyspie w 1906. W tym samym roku w Reykiaviku powstało pierwsze kino. Właścicielem jego był duński przedsiębiorca Alfred Lind. Kino pokazywało wiadomości z Europy oraz krótkometrażowe filmy komediowe. Lind był też pierwszym twórcą filmowym w Islandii realizując trzyminutowy film dokumentalny ukazujący ćwiczenia miejscowych strażaków. Twórca ten stworzył jeszcze kilka innych filmów, które jednakże nie zachowały się.
W 1918 Islandia uzyskała niepodległość od Danii (pozostając z nią w unii personalnej).
W 1919 na wyspę przybyła ekipa renomowanego kopenhaskiego studia Nordisk Film. Powstała wówczas adaptacja sagi Borgaraettarinnar (Ludzie z Borg). Na podstawie sag islandzkich powstawały w tym czasie również filmy produkowane w Szwecji i Finlandii. Islandia była wówczas zbyt małym i biednym krajem by móc tworzyć filmy fabularne, w dodatku na wyspie nie było teatru i aktorów. Powstawały za to dokumentalne filmy amatorskie ukazujące życie na wyspie w pierwszej połowie XX wieku.
Podczas II wojny światowej w czasie niemieckiej okupacji Danii, Islandia faktycznie uzyskała od Danii pełną niepodległość polityczną. Wyspa była jednak okupowana przez wojska brytyjskie i amerykańskie. Rozwój gospodarki islandzkiej spowodował zwiększenie zainteresowania kinem – w 1940 islandzkie kina odnotowały 400 tysięcy widzów (Islandia wówczas liczyła około 200 tysięcy mieszkańców, natomiast garnizon 40 tysięcy), natomiast w 1950 1,6 mln.

### Lata 50.
W 1949 powstał pierwszy islandzki film dźwiękowy Milli Fjalls of fjöru (Między górami a brzegiem). Film ten zainspirował Islandczyków, co spowodowało szybki wzrost liczby tworzonych filmów w latach 1949–1955. W tym samym roku stworzono pierwszą na wyspie wytwórnię filmową Edda-film. Wytwórnia ta produkowała filmy w języku islandzkim, z udziałem islandzkich aktorów, artystów nowo powstałego teatru. W latach 50. na wyspie zaczęli nagrywać filmy artyści zagraniczni, głównie skandynawscy.

### Lata 60. i 70.
W 1962 powstał film 79 af Stöðinni, który był realizowany w koprodukcji islandzko-duńskiej. Film ten zobaczyła rekordowa widownia (70 tysięcy Islandczyków). Spowodował zmianę w postrzeganiu sztuki filmowej na wyspie. Rząd uznał jednak, że to jednorazowy fenomen i nie przeznaczył żadnych środków na produkcję następnych filmów, natomiast twórcy zagraniczni uznali, że rynek islandzki jest zbyt mały by tworzyć na niego filmy. W ciągu następnych 15 lat w Islandii wyprodukowano tylko jeden film fabularny a Edda-film zakończyła działalność na początku lat 70.
W tym czasie kino w Reykiaviku wyświetlało głównie filmy szwedzkie i amerykańskie, a także radzieckie, polskie i czechosłowackie. Adepci sztuki filmowej wyjeżdżali na studia do różnych krajów europejskich w tym do bloku wschodniego.
W 1966 roku swoją działalność rozpoczęła islandzka telewizja, która od 1984 rozpoczęła nadawanie we wszystkie dni tygodnia.

### Po 1979
Nacisk ze strony artystów oraz koneserów zmusił rząd islandzki do podjęcia kroków w celu stworzenia islandzkiej sztuki filmowej. W 1979 powstał Krajowy Fundusz Filmowy, który umożliwił tworzenie filmów o znacznym budżecie.
W 1980 powstały pierwsze filmy stworzone ze środków funduszu. Islandczycy tłumnie odwiedzali kina wyświetlające filmy rodzimej produkcji, jednakże z czasem oczekiwania były coraz większe. Sposób finansowania państwowego utrzymywał się do lat 90., kiedy rozpoczęła się koprodukcja z producentami zagranicznymi. Twórców zagranicznych na wyspę przyciągały głównie plenery.
W 2000 powstał 101 Reykjavik. Film uzyskał na wyspie status kultowego, a jego produkcja miała duży wpływ na dalszy rozwój islandzkiej kinematografii.

## Międzynarodowe nagrody

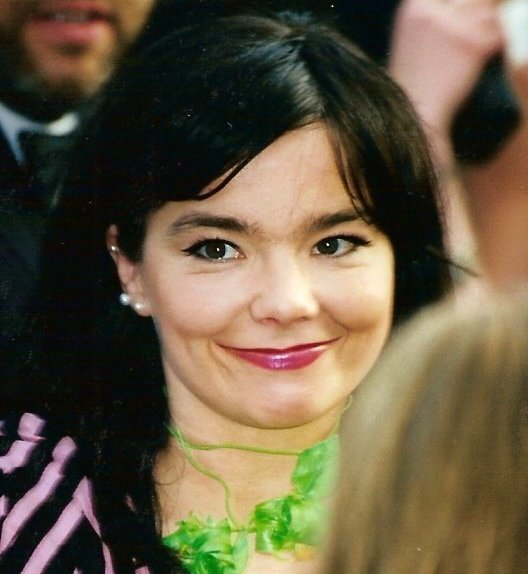
Aktorka i piosenkarka Björk.

Początkowo kino islandzkie nie było znane za granicą. Pierwszą międzynarodową nagrodę zdobył Lárus Ýmir Óskarsson w Oberhausen w 1978. Swoje filmy tworzył jednak w Szwecji.
W 1989 film Magnús zdobył nominację do Europejskiej Nagrody Filmowej.
W 1992 film Dzieci natury zdobył 23 międzynarodowe nagrody w tym dla najlepszego aktora na festiwalu w Wenecji.
W 1994 film Filmowe czasy zdobył nagrodę Amanda dla najlepszego filmu skandynawskiego.
W 2000 Złotą Palmę w Cannes dla najlepszej aktorki otrzymała Björk. W tym samym roku również Björk zdobyła nominację do Oscara w kategorii najlepsza piosenka.
W XXI wieku islandzkie filmy i ich twórcy zaczęli zdobywać coraz więcej nagród międzynarodowych. Filmy te były tworzone w koprodukcjach międzynarodowych.